# Муршед, Нияз
Нияз Муршед (бенг. নিয়াজ মোরশেদ; 13 мая 1966, Дакка) — бангладешский шахматист. 
В 1987 году стал первым гроссмейстером в истории Бангладеш.
Неоднократный чемпион страны; в составе национальной команды участник 7-и Олимпиад (1984, 1990, 1994—1996, 2002, 2012—2014). Зональные турниры ФИДЕ: Шарджа (1981) — 2—4-е; Дубай (1985) — 6—7-е места.
Лучшие результаты в международных турнирах: Дубай (1983) — 4—5-е; Бела-Црква (1983) — 2-е; Сянган (Гонконг; 1984) — 3—4-е; Окем (1984) — 1-е; Калькутта (1986) — 2-е места.

## Изменения рейтинга
| Графики недоступны из-за технических проблем. См. информацию на Фабрикаторе и на mediawiki.org. |